# Барби и сёстры в Сказке о пони
«Барби и сёстры в Сказке о пони» (англ. Barbie & Her Sisters in a Pony Tale) — американский полнометражный анимационный фильм режиссёра Кайран Келли.

## Сюжет
Барби и её сёстры отправляются в сказочные Швейцарские Альпы, чтобы провести незабываемые летние каникулы в школе верховой езды. Барби с нетерпением ждёт встречи с новой лошадкой, которую намеревается забрать с собой в Малибу. Стэйси очень хочется доказать всем, что она великолепная наездница. Малышка Челси мечтает покататься на «настоящих больших лошадках», а Скиппер больше любит красочно описывать приключения, чем участвовать в них. Каникулы идут своим чередом, пока Барби не находит в лесу необычную дикую лошадь — и каникулы сестёр становятся по-настоящему волшебными!

## Персонажи
- Барби — Главная героиня мультфильма. Лошадь — Благородная.
- Скиппер — Вторая по старшинству сестра. Везде ходит с планшетом.
- Стейси — Третья по старшинству сестрёнка. Лошадь — Пеппер.
- Челси — Самая младшая среди сестер. Лошадь — Даш.
- Марлен — Тетя девочек, имеет школу Верховой езды/
- Мари и Макс — Помощники в школе.